# 차영
차영(車英, 1962년 3월 29일 ~ )은 민주통합당 대변인을 지낸 대한민국의 정치인이다. 전라남도 완도군 출신으로 1984년에서 1987년까지 광주문화방송 아나운서를 지냈고 이후 민주당계 정당의 선거에서 이미지메이킹에 참여했다. 김대중 정부 때 대통령 비서관을 지낸 뒤 기업 임원으로 활동하다가 2008년 민주당에 돌아와 대변인, 언론특보 등을 맡았다. 2012년 국회의원 선거에서 근소한 차이로 낙선하였다. 

## 학력
- 광주경신여자고등학교 졸업
- 전남대학교 농업경제학과 학사
- 고려대학교 대학원 경영학과 석사
- 우크라이나 키이우 대학교 우크라이나학 연구 과정 수료

## 주요 경력
- 1992년 제14대 대통령 선거 김대중 민주당 후보 캠프 미디어 컨설팅 담당자
- 1995년 서울특별시장 선거 조순 민주당 후보 캠프 TV팀장
- 1995년 ~ 1998년 서울특별시 정책비서관
- 1999년 세종문화회관 홍보실장
- 1999년 12월 ~ 2002년 7월 대통령비서실 문화관광비서관
- 2002년 홍조근정훈장 수훈
- 2002년 넥스트미디어홀딩스 대표이사
- 2004년 ~ 2007년 KT 마케팅 전략 담당 이사(상무), 고문
- 2008년 제18대 국회의원선거 통합민주당 선거대책위원회 공동대변인
- 2008년 ~ 2012년 민주당 언론특보, 민주통합당 대변인

## 논란
차영은 2003년 8월에 조희준의 아이를 낳았다고 주장하면서 정치 생활을 포기하고 2013년 7월에 소송을 냈다. 문제의 아이는 법률상 차영의 전남편의 자로 되어 있었다. 조희준은 차영이 이혼녀인줄 알았다며 성교를 여러차례 가진 사실을 시인하면서 자신의 자녀가 아니라고 주장했다. 조희준측은 법적으로 전남편의 아이로 추정되고 있는 만큼 전남편의 아이가 아닌지 먼저 확인해야한다고 주장했다. 이에 따라 진행된 차영과 전남편 사이의 소송에서 법원이 유전자 검사를 한 결과 차영의 전남편과 문제의 소년 사이에 친자관계가 없다는 결론이 나왔다. 문제의 아이는 어머니의 성 대신 성씨를 조씨로 고치고 유력 정치인과 같은 이름으로 개명했으며, 법원은 조희준과 아이간의 친자 검사를 실시할 예정이었다. 그러나 조희준은 계속 유전자검사를 거부하였다. 이에 법원은 2015년 7월 15일 그 아이가 조희준의 친자가 맞다는 판결을 내렸다. 조희준은 항소했으나 2015년 12월 항소를 취하해 차영의 아들은 법적으로 조희준의 친자가 되었다.

## 역대 선거 결과
| 실시년도 | 선거   | 대수 | 직책     | 선거구         | 정당       | 득표수   | 득표율          | 순위 | 당락 | 비고 |
| -------- | ------ | ---- | -------- | -------------- | ---------- | -------- | --------------- | ---- | ---- | ---- |
| 2012년   | 총선   | 19대 | 국회의원 | 서울 양천구 갑 | 민주통합당 | 59,646표 | \| \| 49.41% \| | 2위  | 낙선 |      |
|          | 49.41% |      |          |                |            |          |                 |      |      |      |